# Alexander King Sample
Alexander King Sample (Kalispell, 7 novembre 1960) è un arcivescovo cattolico statunitense, dal 29 gennaio 2013 arcivescovo metropolita di Portland.

## Biografia
Alexander King Sample è nato a Kalispell, nel Montana, il 7 novembre 1960 da Alexander e Joyce (nata Dory). Suo padre era di origine scozzese, mentre sua madre, deceduta nel 2017, era di origini polacche.

### Formazione e ministero sacerdotale
Nel 1978 si è diplomato presso la Bishop Gorman High School di Las Vegas, città in cui si era trasferito con la famiglia per il lavoro di commercialista esercitato dal padre. Ha quindi studiato ingegneria metallurgica presso la Michigan Technological University di Houghton. Attratto dalla vocazione sacerdotale fin dalla quarta elementare, avrebbe dichiarato che "non avrei mai conosciuto la pace se non avessi sperimentato la mia vocazione al sacerdozio". Così nel 1986 è entratop in seminario e ha intrapreso gli studi per il sacerdozio presso il College St. Paul di Chicago e poi al Pontificio Collegio Josephinum di Columbus, nell'Ohio.
Il 1º giugno 1990 è stato ordinato presbitero per la diocesi di Marquette nella cattedrale diocesana da monsignor Mark Francis Schmitt. In seguito è stato vicario parrocchiale parrocchia della cattedrale di San Pietro a Marquette dal 1990 al 1993; parroco delle parrocchie di San Giorgio a Bark River, di San Michele a Perronville e del Sacro Cuore a Schaffer dal 1993 al 1994. Nel 1995 queste sono state accorpate per costituire la parrocchia di Santa Elizabeth Ann Seton. Nel 1994 è stato inviato a Roma per studi. Nel 1996 ha conseguito la licenza in diritto canonico presso la Pontificia università "San Tommaso d'Aquino". In seguito è stato cancelliere vescovile e parroco della parrocchia di San Cristoforo a Marquette dal 1996 al 2005.
È stato anche cappellano diocesano dei Cavalieri di Colombo, membro del collegio dei consultori, membro del consiglio presbiterale, membro del comitato diocesano di revisione per la protezione dei bambini e dei giovani, direttore del personale sacerdotale e del centro di formazione dei nuovi sacerdoti. Nell'ambito del tribunale ecclesiastico diocesano ha prestato servizio come giudice, vicario giudiziale aggiunto, difensore del vincolo e promotore di giustizia. Inoltre è stato direttore della Bishop Baraga Association, volta a promuovere la causa di beatificazione del vescovo Frederic Baraga.

### Ministero episcopale
Il 13 dicembre 2005 papa Benedetto XVI lo ha nominato vescovo di Marquette. Ha ricevuto l'ordinazione episcopale il 25 gennaio successivo nella cattedrale di San Pietro a Marquette dal cardinale Adam Joseph Maida, arcivescovo metropolita di Detroit, co-consacranti i vescovi emeriti di Marquette James Henry Garland e Mark Francis Schmitt. Durante la stessa celebrazione ha preso possesso della diocesi. Con 45 anni di età era il più giovane vescovo del paese. È stato anche il primo vescovo statunitense nato negli anni '60.
Il 7 ottobre 2007, rispondendo all'invito dell'allora arcivescovo di Saint Louis Raymond Leo Burke, ha partecipato a una "messa rossa" (una celebrazione annuale cattolica per tutti i membri della professione giuridica, indipendentemente dalla appartenenza religiosa: giudici, avvocati, professori di diritto, studenti di legge e funzionari di governo) a Saint Louis. Nel 2009 ha espresso grande sconforto nell'apprendere della decisione dell'Università di Notre Dame di attribuire una laurea ad honorem a Barack Obama, a causa delle sue decisioni politiche pro-choice in materia di aborto. Ha detto: "Mi rincresce profondamente che un'università intitolata a Nostra Signora abbia attribuito un tale onore ad un politico che promuove un trattamento disumano per vite umane innocenti".
Nel febbraio del 2012 ha compiuto la visita ad limina.
Nel luglio del 2012 ha ordinato cinque diaconi e dieci nuovi suddiaconi. Di questi ben cinque appartenevano all'Istituto di Cristo Re Sommo Sacerdote, una società clericale di vita apostolica di diritto pontificio di ispirazione tradizionalista.
Si è confermato difensore degli ordinamenti liturgici secondo i quali l'ordine del diaconato permanente non permetta abitualmente la predicazione nelle omelie della messa. Ha quindi riconfermato che il diaconato permanente ha altre funzioni rispetto al sacerdozio, come l'evangelizzazione al di fuori della messa. In una lettera apostolica di 19 pagine intitolata Il diacono: icona di Gesù Cristo il Servitore, ha citato il principio per il quale colui che presiede i servizi liturgici o che è anche il principale celebrante dovrebbe anche pronunciare l'omelia; i diaconi "possono predicare l'omelia per eventuali evidenti vantaggi per la fede della comunità, ma non deve accadere regolarmente".
Mentre era vescovo di Marquette è stato anche uno dei visitatori apostolici dei seminari degli Stati Uniti dal 2005 al 2006; membro del consiglio di amministrazione della Conferenza cattolica del Michigan dal 2006 al 2013; membro del consiglio di amministrazione di Catholic Social Services of the Upper Peninsula dal 2006 al 2013 e membro del consiglio del seminario "Sacro Cuore" di Detroit dal 2010 al 2013.
Il 29 gennaio 2013 papa Benedetto XVI lo ha nominato arcivescovo metropolita di Portland, nell'Oregon, succedendo a John George Vlazny. Ha preso possesso dell'arcidiocesi il 2 aprile successivo con una cerimonia presso la Chiles Center Arena nel campus dell'Università di Portland.
Nel 2017 monsignor Sample ha emesso un decreto in cui affermava che gli omosessuali sessualmente attivi e le persone divorziate e risposate civilmente non dovrebbero ricevere la Santa Eucaristia e che devono "confessare sacramentalmente tutti i peccati gravi con un fermo proposito di cambiare prima possibile".
Nel maggio del 2018 ha stabilito che coloro che frequentano la Santa Messa "sarà [ancora] consentito inginocchiarsi all'Agnello di Dio per la Santa Comunione, a partire dal 3 giugno, solennità del Corpus Domini".
Nell'agosto del 2018 Sample ha riconosciuto la storia degli abusi sessuali commessi da chierici in servizio nell'arcidiocesi di Portland e li ha descritti come un fallimento "istituzionale e spirituale" pubblicando delle scuse.
Nel febbraio del 2020 ha compiuto una seconda visita ad limina.
È ad oggi considerato uno degli "astri in ascesa dell'episcopato statunitense" nonché uno degli arcivescovi più mediatici e conservatori. È favorevole alla messa tridentina.
In seno alla Conferenza dei vescovi cattolici degli Stati Uniti è membro del comitato per le attività per la vita; membro del sottocomitato per il catechismo; membro del comitato "Papa Benedetto XVI". In precedenza è stato consulente del comitato per la vita e il ministero dei presbiteri; membro del comitato per l'assemblea della primavera del 2010 e membro del sottocomitato per i cattolici nativi americani.
È anche membro della Conferenza cattolica dell'Oregon; membro del consiglio di fondazione della Catholic Near East Welfare Association (CNEWA); presidente del consiglio episcopale del seminario "Mount Angel" di Saint Benedict; presidente del consiglio di amministrazione dell'Oregon Catholic Press; membro del consiglio di amministrazione del seminario "Mount Angel"; membro del consiglio di amministrazione di Catholic Charities of Western Oregon; membro del consiglio di amministrazione del santuario di Nostra Signora di Guadalupe a La Crosse dal 2009; membro del consiglio dell'Istituto liturgico di San Francisco dal 2014 e vice postulatore della causa di beatificazione di monsignor Frederic Baraga, primo vescovo di Marquette.
Oltre all'inglese, conosce l'italiano e lo spagnolo.

## Genealogia episcopale e successione apostolica
La genealogia episcopale è:
- Cardinale Scipione Rebiba
- Cardinale Giulio Antonio Santori
- Cardinale Girolamo Bernerio, O.P.
- Arcivescovo Galeazzo Sanvitale
- Cardinale Ludovico Ludovisi
- Cardinale Luigi Caetani
- Cardinale Ulderico Carpegna
- Cardinale Paluzzo Paluzzi Altieri degli Albertoni
- Papa Benedetto XIII
- Papa Benedetto XIV
- Papa Clemente XIII
- Cardinale Marcantonio Colonna
- Cardinale Giacinto Sigismondo Gerdil, B.
- Cardinale Giulio Maria della Somaglia
- Cardinale Carlo Odescalchi, S.I.
- Cardinale Costantino Patrizi Naro
- Cardinale Lucido Maria Parocchi
- Papa Pio X
- Cardinale Gaetano De Lai
- Cardinale Raffaele Carlo Rossi, O.C.D.
- Cardinale Amleto Giovanni Cicognani
- Cardinale Pio Laghi
- Cardinale Adam Joseph Maida
- Arcivescovo Alexander King Sample

La successione apostolica è:
- Vescovo Peter Leslie Smith (2014)
- Vescovo Austin Anthony Vetter (2019)